# Liga provincial
La Liga Provincial de Baloncesto, también conocida como Liga Provincial o Provincial, es una competición federada de baloncesto de nivel autonómico que se celebra en España. Esta competición está dividida en diferentes grupos por provincias. Los mejores clasificados de cada grupo ascenderán la siguiente temporada a la correspondiente  liga autonómica o a la 1.ª Div. Nacional según la estructura de cada federación autonómica.

### Sistema de ligas de la Federación Española de Baloncesto
En este cuadro se refleja el nivel que ocupa la Liga Provincial de Baloncesto con respecto a las demás ligas, tanto superiores como inferiores, de la Federación Española de Baloncesto. 
| Nivel | Nombre            | Geografía                                                              |
| ----- | ----------------- | ---------------------------------------------------------------------- |
| 1.º   | Liga ACB          | Equipos de toda España                                                 |
| 2.º   | Primera FEB       | Equipos de toda España                                                 |
| 3.º   | Segunda FEB       | Organizado en dos conferencias, Este y Oeste.                          |
| 4.º   | Tercera FEB       | Organizado en grupos constituidos por equipos de proximidad geográfica |
| 5.º   | 1.ª Div. Nacional | Grupos por comunidades                                                 |
| 6.º   | Liga provincial   | Grupos por provincias                                                  |

## Formato
Desde hace varias temporadas, la jerarquía de niveles autonómicos del baloncesto en España, que inicialmente se estructuraba entre el nivel 5º. (1.ª Div. Nacional) y el nivel 6º. (Ligas Provinciales), se ha ido modificando, incluyéndose en la mayoría de las federaciones autonómicas diversos niveles intermedios entre ambas categorías.
En el cuadro siguiente se presenta la estructura actual, con situaciones muy diversas según las distintas federaciones autonómicas:
- Andalucía, Islas Baleares, Castilla y León y Extremadura mantienen los niveles iniciales.
- Aragón, Canarias, Cataluña y País Vasco mantienen los formatos de Ligas Provinciales, pero con categorías intermedias añadidas en algunos casos muy dispares.
- El resto de federaciones autonómicas, o bien las que son uniprovinciales han redefinido su estructura en diferentes categorías autonómicas, o bien las que se componen de varias provincias han diseñado sus categorías exclusivamente a nivel autonómico.

(Estructura temporada 2024-25)
| Comunidad            | Nivel 5                           | Nivel 6                              | Nivel 7                              | Nivel 8                            | Nivel 9                              | Nivel 10                            | Nivel 11           |
| -------------------- | --------------------------------- | ------------------------------------ | ------------------------------------ | ---------------------------------- | ------------------------------------ | ----------------------------------- | ------------------ |
| Andalucía            | 1ª División (41 equipos/3 gr.)    | Ligas provinciales                   | Ligas provinciales                   | Ligas provinciales                 | Ligas provinciales                   | Ligas provinciales                  | Ligas provinciales |
| Aragón               | 1ª División A1 (15 equipos/2 gr.) | 1ª División A2 (13 equipos)          | 2ª Aragonesa (46 equipos/4 gr.)      | 3ª Aragonesa (32 equipos/4 gr.)    | Ligas provinciales                   | Ligas provinciales                  | Ligas provinciales |
| Asturias             | 1ª FBPA (14 equipos)              | 2ª FBPA (11 equipos)                 | 3ª FBPA (19 equipos/2 gr.)           | -                                  | -                                    | -                                   | -                  |
| Islas Baleares       | Lliga Balear (24 equipos/2 gr.)   | Ligas insulares                      | Ligas insulares                      | Ligas insulares                    | Ligas insulares                      | Ligas insulares                     | Ligas insulares    |
| Canarias             | 1ª División (19 equipos/2 gr.)    | 1ª Div Autonóm. (46 equipos/7 gr.)   | Ligas insulares                      | Ligas insulares                    | Ligas insulares                      | Ligas insulares                     | Ligas insulares    |
| Cantabria            | 1ª División (11 equipos)          | 2ª División (17 equipos/2 gr.)       | -                                    | -                                  | -                                    | -                                   | -                  |
| Castilla y León      | 1ª División (14 equipos)          | Ligas provinciales                   | Ligas provinciales                   | Ligas provinciales                 | Ligas provinciales                   | Ligas provinciales                  | Ligas provinciales |
| Castilla-La Mancha   | 1ª División (12 equipos)          | 1ª Div Autonóm. (20 equipos/2 gr.)   | 2ª Div Autonóm. (27 equipos/4 gr.)   | -                                  | -                                    | -                                   | -                  |
| Cataluña             | Super Copa (14 equipos)           | Copa Catalunya (28 equipos/2 gr.)    | CC 1ª Categoría (56 equipos/4 gr.)   | CC 2ª Categoría (84 equipos/6 gr.) | Ligas provinciales                   | Ligas provinciales                  | Ligas provinciales |
| Comunidad de Madrid  | 1ª División (24 equipos/2 gr.)    | 1ª Div Aut. Oro (24 equipos/2 gr.)   | 1ª Div Aut. Plata (24 equipos/2 gr.) | 2ª Div Aut. Oro (48 equipos/4 gr.) | 2ª Div Aut. Plata (36 equipos/3 gr.) | 2ªDiv Aut Bronce (30 equipos/3 gr.) | Ligas locales      |
| Extremadura          | 1ª División (9 equipos)           | Ligas provinciales                   | Ligas provinciales                   | Ligas provinciales                 | Ligas provinciales                   | Ligas provinciales                  | Ligas provinciales |
| Galicia              | 1ª División (13 equipos)          | 2ª División (16 equipos/2 gr.)       | 3ª División (81 equipos/8 gr.)       | -                                  | -                                    | -                                   | -                  |
| La Rioja             | 1ª División (12 equipos)          | 1ª Div Autonóm. (9 equipos)          | -                                    | -                                  | -                                    | -                                   | -                  |
| País Vasco           | 1ª División (14 equipos)          | 2ª División (14 equipos)             | Ligas provinciales                   | Ligas provinciales                 | Ligas provinciales                   | Ligas provinciales                  | Ligas provinciales |
| Navarra              | 1ª División (14 equipos)          | 2ª División (12 equipos)             | 1ª Autonómica (16 equipos/2 gr.)     | 2ª Autonómica (10 equipos)         | -                                    | -                                   | -                  |
| Región de Murcia     | 1ª División (16 equipos/2 gr.)    | 2ª División (15 equipos/2 gr.)       | 3ª División (15 equipos/2 gr.)       | -                                  | -                                    | -                                   | -                  |
| Comunidad Valenciana | 1ª División (28 equipos/2 gr.)    | Sénior Autonómico (42 equipos/3 gr.) | Sénior Preferente (56 equipos/4 gr.) | 1ª Zonal (65 equipos/5 gr.)        | 2ª Zonal (68 equipos/6 gr.)          | -                                   | -                  |

### Ligas Provinciales
Formadas por grupos compuestos por equipos de la misma provincia dentro de cada comunidad autónoma. En cada provincia puede haber diferentes niveles jerárquicos. La estructura actual sería la siguiente:
(Estructura temporada 2024-25)

#### Andalucía
| Provincia | Almería            | Cádiz                     | Córdoba             | Granada             | Huelva                  | Jaén                      | Málaga                    | Sevilla                      |
| --------- | ------------------ | ------------------------- | ------------------- | ------------------- | ----------------------- | ------------------------- | ------------------------- | ---------------------------- |
| Nivel 1   | Sénior (9 equipos) | Sénior (16 equipos/2 gr.) | Sénior (11 equipos) | Sénior (13 equipos) | Sénior Esp (8 equipos)  | Sénior (14 equipos/2 gr.) | Sénior (22 equipos/2 gr.) | 1ª Sénior (22 equipos/2 gr.) |
| Nivel 2   | -                  | -                         | -                   | -                   | Sénior Pref (8 equipos) | -                         | -                         | 2ª Sénior (20 equipos/2 gr.) |

Fuente:

#### Aragón
| Provincia | Zaragoza                           |
| --------- | ---------------------------------- |
| Nivel 1   | Super Liga Soc (14 equipos)        |
| Nivel 2   | Liga Soc Bronce (27 equipos/2 gr.) |

Fuente:

#### Islas Baleares
| Isla    | Mallorca                         |
| ------- | -------------------------------- |
| Nivel 1 | Lliga Insular (29 equipos/5 gr.) |

Fuente:

#### Canarias
| Isla    | Gran Canaria        | Tenerife                 |
| ------- | ------------------- | ------------------------ |
| Nivel 1 | Sénior (10 equipos) | Sénior (21 equipos/2 gr) |

Fuente:

#### Castilla y León
| Provincia | Burgos                       | León                   | Palencia              | Salamanca              | Segovia               | Valladolid                   |
| --------- | ---------------------------- | ---------------------- | --------------------- | ---------------------- | --------------------- | ---------------------------- |
| Nivel 1   | 1ª Sénior (8 equipos)        | 1ª Sénior (10 equipos) | 1ª Sénior (8 equipos) | 1ª Sénior (17 equipos) | 1ª Sénior (9 equipos) | 1ª Sénior (12 equipos)       |
| Nivel 2   | 2ª Sénior (11 equipos/2 gr.) | -                      | -                     | -                      | -                     | 2ª Sénior (17 equipos/2 gr.) |

Fuente:

#### Cataluña
| Provincia | Barcelona                        | Gerona                           | Lérida                      | Tarragona                        |
| --------- | -------------------------------- | -------------------------------- | --------------------------- | -------------------------------- |
| Nivel 1   | 1ª Territorial (84 equipos/6 gr) | 1ª Territorial (14 equipos)      | 1ª Territorial (10 equipos) | 1ª Territorial (14 equipos)      |
| Nivel 2   | 2ª Territorial (55 equipos/4 gr) | 2ª Territorial (14 equipos)      | 2ª Territorial (8 equipos)  | 2ª Territorial (32 equipos/6 gr) |
| Nivel 3   | 3ª Territorial (91 equipos/7 gr) | 3ª Territorial (17 equipos/3 gr) | -                           | -                                |

Fuente:

#### Extremadura
| Provincia | Cáceres                  | Badajoz                  |
| --------- | ------------------------ | ------------------------ |
| Nivel 1   | Sénior (20 equipos/3 gr) | Sénior (23 equipos/3 gr) |

Fuente:

#### País Vasco
| Provincia | Álava                       | Vizcaya                     | Guipúzcoa                   |
| --------- | --------------------------- | --------------------------- | --------------------------- |
| Nivel 1   | 1ª Sénior (12 equipos)      | Sénior Esp (14 equipos)     | 1ª Sénior (16 equipos/2 gr) |
| Nivel 2   | 2ª Sénior (24 equipos/2 gr) | 1ª Sénior (14 equipos)      | 2ª Sénior (16 equipos/2 gr) |
| Nivel 3   | 3ª Sénior (22 equipos/2 gr) | 2ª Sénior Esp (14 equipos)  | 3ª Sénior (19 equipos/2 gr) |
| Nivel 4   | -                           | 2ª Sénior (30 equipos/4 gr) | -                           |

Fuente: